# 11740 Georgesmith
11740 Georgesmith (1998 UK6) là một tiểu hành tinh vành đai chính được phát hiện ngày 22 tháng 10 năm 1998 bởi Khảo sát tiểu hành tinh OCA-DLR ở Caussols.